# Aasmund Bjørkan
Aasmund Karl Bjørkan (Bodø, 3 juli 1973) is een Noors voetbalcoach en voormalig profvoetballer. Hij speelde voor FK Bodø/Glimt en Vålerenga IF, en trad begin 2016 aan als opvolger van Jan Halvor Halvorsen als hoofdcoach van FK Bodø/Glimt. Bjørkan had eerder Alta en Ranheim onder zijn hoede als hoofdcoach. Hij is de vader van voetballer Fredrik André Bjørkan.